# Cracking (software)
El cracking es la modificación del software con la intención de eliminar los métodos de protección de los cuales este disponga: protección de copias, versiones de prueba, números de serie, claves de hardware, verificación de fechas, verificación de CD o publicidad y adware.
La distribución y uso de copias modificadas es ilegal en casi todos los países desarrollados. Muchos juicios se han llevado a cabo debido al cracking de software; sin embargo, la mayoría de estos han tenido que ver con la distribución de copias duplicadas en vez de con el proceso de quebrantar la protección, debido a la dificultad de construir pruebas válidas de culpabilidad individual en el segundo caso. En Estados Unidos, la aprobación de la Digital Millennium Copyright Act (DMCA) declaró a la modificación de software, así como a la distribución de información que habilita el cracking de software, ilegal. Sin embargo, la ley ha sido apenas probada en el poder judicial de EE. UU. en casos de ingeniería inversa para único uso personal. La Unión Europea aprobó la Directiva de la Unión Europea sobre derecho de autor en mayo de 2001, haciendo la infracción de los derechos de autor de software ilegal en los Estados miembros, una vez que la legislación nacional fuera promulgada en favor de la directiva.